# Reinhart Kraus
Reinhart Kraus (* 16. August 1941 in Dresden) ist ein pensionierter deutscher Diplomat. 

## Leben
Nach dem Studium der Rechtswissenschaften war Kraus zunächst als Anwalt tätig. 1972 trat er in den auswärtigen Dienst der Bundesrepublik Deutschland ein. Es folgten Aufgaben in den Botschaften in Frankreich (1973–1976), Rumänien (1979–1982), Mexiko (1982–1985) sowie in der Heimat (1976–1979 und 1985–1988). 1988 wurde Kraus zum Botschafter der Bundesrepublik Deutschland in Mosambik ernannt, wo er bis 1990 blieb. Im Anschluss an eine Tätigkeit als Gesandter an der Botschaft Moskau leitete er bis 1992 ein Referat in der Kulturabteilung des Auswärtigen Amtes. Danach wurde Kraus 1992 Botschafter in Belarus. Noch im selben Jahr wechselte er als Botschafter nach Litauen. Dort blieb er bis 1996. 1999–2001 war Kraus Botschafter in Lettland.

## Belege
1. ↑  Jānis Ūdris: Jauns Vācijas vēstnieks Latvijā. In: Latvijas Vēstnesis. Regierung der Republik Lettland, 10. März 1999, abgerufen am 22. Februar 2017 (lettisch).

| Vorgänger          | Amt                                         | Nachfolger         |
| ------------------ | ------------------------------------------- | ------------------ |
| Wilfried Nölle     | Deutscher Botschafter in Mosambik 1988–1990 | Jürgen Gehl        |
| —                  | Deutscher Botschafter in Belarus 1992       | Gottfried Albrecht |
| Gottfried Albrecht | Deutscher Botschafter in Litauen 1992–1996  | Ulrich Rosengarten |
| Horst Weisel       | Deutscher Botschafter in Lettland 1999–2001 | Eckart Herold      |

| Personendaten    | Personendaten      |
| ---------------- | ------------------ |
| NAME             | Kraus, Reinhart    |
| KURZBESCHREIBUNG | deutscher Diplomat |
| GEBURTSDATUM     | 16. August 1941    |
| GEBURTSORT       | Dresden            |